# Гойзерн
Гойзерн (нім. Häusern) — громада в Німеччині, знаходиться в землі Баден-Вюртемберг. Підпорядковується адміністративному округу Фрайбург. Входить до складу району Вальдсгут.
Площа — 8,88 км2. Населення становить 1318 ос. (станом на 31 грудня 2020).